# Toma Maksimović
Toma Maksimović (en serbio: Тома Максимовић; Brčko, Imperio austrohúngaro, 29 de marzo de 1895 — 16 de febrero de 1958, Belgrado, Yugoslavia) fue un político, empresario y humanitario yugoslavo y serbio. Ocupó el puesto de comisionado para los refugiados en el Gobierno de Salvación Nacional de Milán Nedić.
Antes de la Segunda Guerra Mundial, fue director de la gran empresa de calzados Bata y presidente del municipio de Borovo (hoy en Croacia).